# John Jerič
John Jerič (tudi John Jerich) rojen Janez Jerič, slovenski publicist in urednik, * 26. februar 1894, Regrča vas (Novo mesto), † 16. september 1973, Berwyn, Illinois.
Rodil se je očetu Janezu st. in materi Ani (rojena Mišjak). Jerič se je leta 1911 izselil v ZDA. Med prvo svetovno vojno se je kot ameriški vojak udeležil vojne v Evropi. Po vrnitvi v Ameriko se je 1920 zaposlil pri slovenski tiskovni družbi Edinost v Chicagu. Leta 1923 je postal njen predsednik in glavni urednik istoimenskega časopisa. Naslednje leto je za Edinost kupil glasilo slovenskih klerikalcev Amerikanski Slovenec (ustanovljen 1891), ki ga je po združitvi urejal do 1946. Jerič je bil ustanovitelj družinskega mesečnika Novi svet in ga od leta 1938 do 1947 tudi urejal; od leta 1942 do 1959 pa je urejal tudi Baragovo pratiko.
Jerič je proučeval zgodovino lista Amerikanski Slovenc prvega in najstarejšega slovenskega časopisa v ZDA, ustanovljenega leta 1891 v Chicagu in o tem napisal dve knjigi.